# 新疆玄参
新疆玄参（学名：Scrophularia heucheriiflora）为玄参科玄参属下的一个种。

## 扩展阅读
維基物種上的相關：新疆玄参